# Wellingsson de Souza
Wellingsson de Souza (Brasil, 7 de septiembre de 1989) es un futbolista brasilero. Juega de Posición y su actual equipo es el South China AA de la Primera División de Hong Kong.

## Clubes
| Club           | País      | Año       |
| -------------- | --------- | --------- |
| Sumaré AC      | Brasil    | 2008-2009 |
| Brasilis FC    | Brasil    | 2009      |
| South China AA | Hong Kong | 2009-     |